# Cương thi

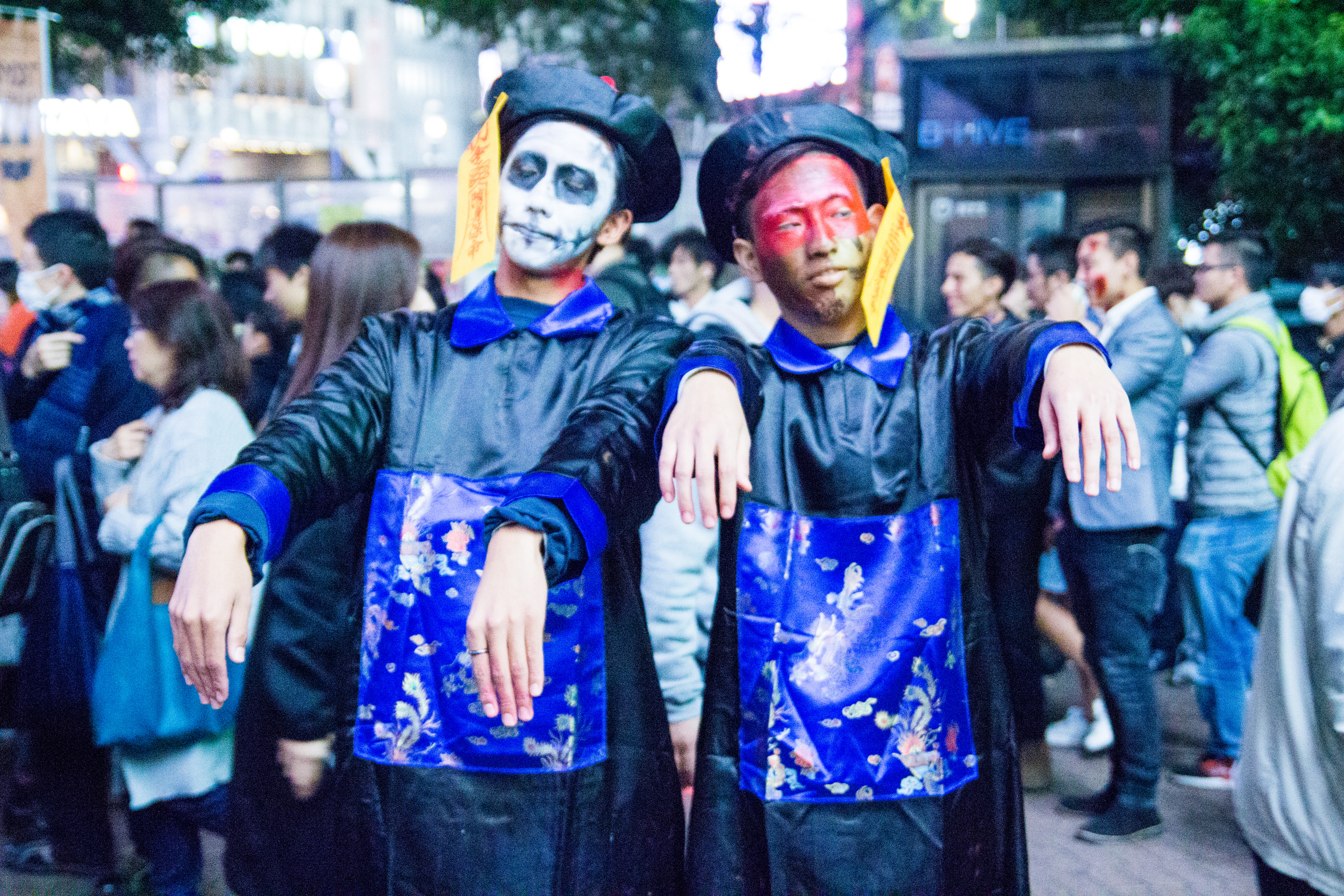
Hóa trang cương thi.

Cương thi được biết đến như một xác chết biết đi trong văn hóa dân gian Trung Quốc, cũng giống như ma cà rồng hay zombie ở phương Tây. Theo như truyền thuyết, ban ngày thì cương thi nằm trong quan tài hoặc ẩn nấp tại những nơi tối tăm như hang động, đến đêm thì đi lại lang thang với hai cánh tay duỗi thẳng về phía trước. Nó giết chết mọi sinh vật sống để hấp thụ khí (cái cốt lõi tạo nên sự sống).

## Nguồn gốc

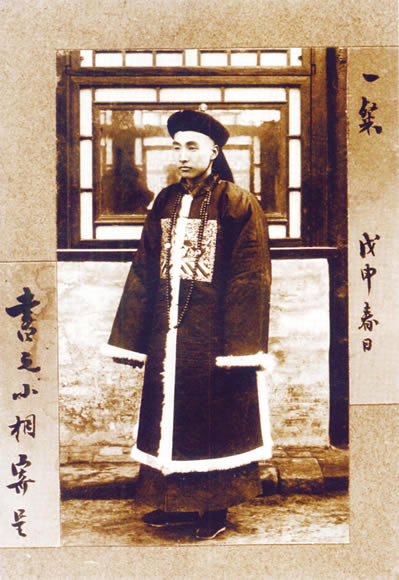
Quan phục nhà Thanh là loại trang phục cương thi thường mặc.

## Khắc chế

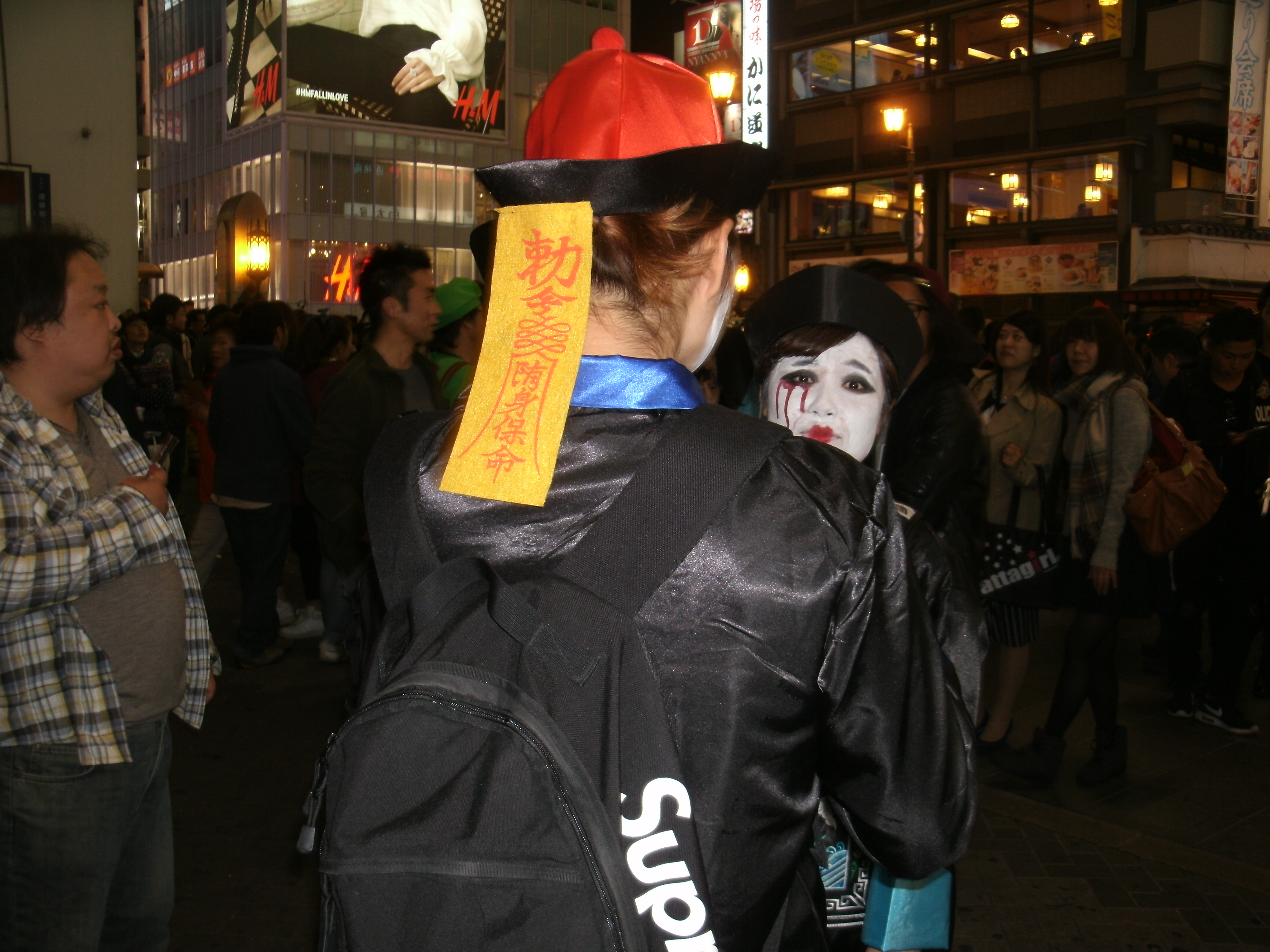
Hai người hóa trang cương thi trong lễ hội Halloween ở Osaka, năm 2015.